# RSC Anderlecht in het seizoen 1985/86
RSC Anderlecht nam in het seizoen 1985/86 afscheid van trainer Paul Van Himst. Het clubicoon werd eind december 1985 aan de deur gezet en opgevolgd door Arie Haan. De Nederlander moest Anderlecht, dat al iets te veel punten had laten liggen, naar een tweede titel op rij loodsen. Paars-wit begon overtuigend onder Haan, het versloeg stadsrivaal RWDM met 7-0. Daarna begon een spannende tweestrijd met Club Brugge. De topper tegen blauw-zwart op 29 maart eindigde op 3-3. Beide clubs gaven elkaar geen duimbreed toe en eindigden het seizoen uiteindelijk met even veel punten. Er kwamen twee spannende testwedstrijden die telkens op een gelijkspel eindigden. Omdat Anderlecht in de terugwedstrijd twee keer wist te scoren, mocht paars-wit zich opnieuw kampioen noemen.
In de beker trok Club aan het langste eind. Blauw-zwart won de beker, Anderlecht werd in de tweede ronde uitgeschakeld door Lierse SK. Voor aanvang van het seizoen had Anderlecht wel de supercup gewonnen. Het versloeg Cercle Brugge met 2-1.
Anderlecht nam in het seizoen 1985/86 ook deel aan de Europacup I. Onder leiding van Arie Haan schakelde paars-wit in de kwartfinale het Bayern München van onder meer Lothar Matthäus en Søren Lerby uit. In de halve finale bleek Steaua Boekarest te sterk voor Anderlecht. De Roemenen wonnen later ook de finale van FC Barcelona.

## Spelerskern
| Naam              | Nationaliteit | Geboortedatum | Vorige club                  |
| ----------------- | ------------- | ------------- | ---------------------------- |
| Keepers           |               |               |                              |
| Jacky Munaron     | België        | 08-09-1956    | 1973-1974 FC Dinant          |
| Dirk Vekeman      | België        | 25-09-1960    | /                            |
| Verdedigers       |               |               |                              |
| Henrik Andersen   | Denemarken    | 07-05-1965    | 1982 Fremad Amager           |
| Walter De Greef   | België        | 13-11-1957    | 1975-1981 Beringen FC        |
| Michel De Groote  | België        | 18-10-1955    | 1977-1979 Club Luik          |
| Stéphane Demol    | België        | 11-03-1966    | /                            |
| Georges Grün      | België        | 25-01-1962    | /                            |
| Guy Marchoul      | België        | 04-11-1965    | /                            |
| Morten Olsen      | Denemarken    | 14-08-1949    | 1976-1980 RWDM               |
| Luka Peruzović    | Joegoslavië   | 26-02-1952    | 1968-1980 Hajduk Split       |
| Middenvelders     |               |               |                              |
| Frank Arnesen     | Denemarken    | 30-09-1956    | 1981-1983 Valencia           |
| Per Frimann       | Denemarken    | 04-06-1962    | 1981 FC Kopenhagen           |
| Pier Janssen      | België        | 09-09-1956    | 1977-1985 Waterschei SV Thor |
| Jean Kindermans   | België        | 10-08-1964    | /                            |
| Juan Lozano       | Spanje        | 30-08-1955    | 1983-1985 Real Madrid        |
| Enzo Scifo        | België        | 19-02-1966    | /                            |
| René Vandereycken | België        | 22-07-1953    | 1981-1983 Genoa              |
| Frank Vercauteren | België        | 28-10-1956    | /                            |
| Aanvallers        |               |               |                              |
| Arnór Guðjohnsen  | IJsland       | 30-07-1961    | 1978-1982 KSC Lokeren        |
| Henrik Mortensen  | Denemarken    | 12-02-1968    | 1984-1985 AGF Aarhus         |
| Erwin Vandenbergh | België        | 26-01-1959    | 1976-1982 Lierse SK          |
| Didier Wittebole  | België        | 22-11-1965    | /                            |

### Technische staf
|                 |                  |               |                       |
| Functie         | Naam             | Nationaliteit | Opmerking             |
| Coach           | Arie Haan (foto) | Nederland     | Vanaf 1 januari 1986. |
| Coach           | Paul Van Himst   | België        | Tot 31 december 1985. |
| Assistent-coach | Martin Lippens   | België        |                       |
| Kinesitherapeut | Fernand Beeckman | België        |                       |

## Resultaten
Een overzicht van de competities waaraan Anderlecht in het seizoen 1985-1986 deelnam.
| Seizoen 1985/86  | Seizoen 1985/86 | Seizoen 1985/86    |
| Competitie       | Resultaat       | Uitgeschakeld door |
| ---------------- | --------------- | ------------------ |
| Eerste klasse    | Kampioen        |                    |
| Beker van België | 1/16 finale     | Lierse SK          |
| Supercup         | Winnaar         | Cercle Brugge      |
| Europacup I      | Halve finale    | Steaua Boekarest   |

## Uitrustingen
Shirtsponsor(s): Generale Bank

Sportmerk: adidas
| Thuis | Uit | Doelman | Doelman |

## Transfers

### Zomer
| Naam               | Nationaliteit | Van/naar           | Type        |
| ------------------ | ------------- | ------------------ | ----------- |
| Inkomend           |               |                    |             |
| Pier Janssen       | België        | Waterschei SV Thor | Gekocht     |
| Jean Kindermans    | België        | RSC Anderlecht     | Eigen jeugd |
| Juan Lozano        | Spanje        | Real Madrid        | Gekocht     |
| Guy Marchoul       | België        | RSC Anderlecht     | Eigen jeugd |
| Henrik Mortensen   | Denemarken    | AGF Aarhus         | Gekocht     |
| Didier Wittebole   | België        | RSC Anderlecht     | Eigen jeugd |
| Uitgaand           |               |                    |             |
| Alex Czerniatynski | België        | Standard Luik      | Verkocht    |
| Wim Hofkens        | Nederland     | Beerschot VAV      | Uitgeleend  |
| Bruno Thoelen      | België        | RFC Sérésien       | Verkocht    |

### Winter
| Naam          | Nationaliteit | Van/naar | Type     |
| ------------- | ------------- | -------- | -------- |
| Uitgaand      |               |          |          |
| Frank Arnesen | Denemarken    | PSV      | Verkocht |

## Competitie

### Overzicht
| Speeldag  | 1 | 2 | 3 | 4 | 5 | 6 | 7  | 8  | 9  | 10 | 11 | 12 | 13 | 14 | 15 | 16 | 17 | 18 | 19 | 20 | 21 | 22 | 23 | 24 | 25 | 26 | 27 | 28 | 29 | 30 | 31 | 32 | 33 | 34 |
| --------- | - | - | - | - | - | - | -- | -- | -- | -- | -- | -- | -- | -- | -- | -- | -- | -- | -- | -- | -- | -- | -- | -- | -- | -- | -- | -- | -- | -- | -- | -- | -- | -- |
| Resultaat | w | g | w | w | v | g | w  | g  | w  | w  | w  | v  | g  | g  | w  | w  | w  | w  | g  | w  | g  | w  | w  | w  | w  | v  | w  | w  | w  | w  | g  | w  | v  | w  |
| Punten    | 2 | 3 | 5 | 7 | 7 | 8 | 10 | 11 | 13 | 15 | 17 | 17 | 18 | 19 | 21 | 23 | 25 | 27 | 28 | 30 | 31 | 33 | 35 | 37 | 39 | 39 | 41 | 43 | 45 | 47 | 48 | 50 | 50 | 52 |

### Klassement
|         |    |                            | P  | W  | G  | V  | +  | -  | DS  | Ptn |
| ------- | -- | -------------------------- | -- | -- | -- | -- | -- | -- | --- | --- |
| K       | 1  | RSC Anderlecht             | 34 | 22 | 8  | 4  | 84 | 33 | 51  | 52  |
| (beker) | 2  | Club Brugge KV             | 34 | 22 | 8  | 4  | 78 | 34 | 44  | 52  |
| (UEFA)  | 3  | R. Standard de Liège       | 34 | 15 | 12 | 7  | 57 | 29 | 28  | 42  |
| (UEFA)  | 4  | KAA Gent                   | 34 | 15 | 11 | 8  | 51 | 38 | 13  | 41  |
| (UEFA)  | 5  | KSK Beveren                | 34 | 15 | 10 | 9  | 51 | 37 | 14  | 40  |
|         | 6  | RFC Liégeois               | 34 | 15 | 9  | 10 | 43 | 35 | 8   | 39  |
|         | 7  | K. Beerschot VAV           | 34 | 12 | 13 | 9  | 43 | 44 | −1  | 37  |
|         | 8  | KSV Waregem                | 34 | 14 | 7  | 13 | 49 | 38 | 11  | 35  |
|         | 9  | R. Antwerp FC              | 34 | 11 | 13 | 10 | 38 | 43 | −5  | 35  |
|         | 10 | KSV Cercle Brugge          | 34 | 12 | 10 | 12 | 55 | 47 | 8   | 34  |
|         | 11 | KV Mechelen                | 34 | 7  | 17 | 10 | 35 | 46 | −11 | 31  |
|         | 12 | R. Charleroi SC            | 34 | 11 | 6  | 17 | 41 | 63 | −22 | 28  |
|         | 13 | RWDM                       | 34 | 9  | 9  | 16 | 36 | 57 | −21 | 27  |
|         | 14 | KSC Lokeren                | 34 | 9  | 8  | 17 | 45 | 68 | −23 | 26  |
|         | 15 | KV Kortrijk                | 34 | 8  | 17 | 9  | 40 | 52 | −12 | 25  |
|         | 16 | RFC Sérésien               | 34 | 6  | 13 | 15 | 23 | 39 | −16 | 25  |
| D       | 17 | K. Waterschei SV Thor Genk | 34 | 6  | 10 | 18 | 23 | 56 | −33 | 22  |
| D       | 18 | K. Lierse SK               | 34 | 5  | 11 | 18 | 34 | 67 | −33 | 21  |

P: wedstrijden gespeeld, W: wedstrijden gewonnen, G: gelijke spelen, V: wedstrijden verloren, +: gescoorde doelpunten, -: doelpunten tegen, DS: doelsaldo, Ptn: totaal punten
K: kampioen, D: degradeert, (beker): bekerwinnaar, (UEFA): geplaatst voor UEFA-beker

### Testwedstrijden
|                                    |                 |              |             | |
| 30 april 1986 Testwedstrijd (heen) | RSC Anderlecht  | 1 – 1        | Club Brugge | Constant Vanden Stockstadion, Anderlecht Toeschouwers: 27.000 Scheidsrechter: Jean-François Crucke |
| 30 april 1986 Testwedstrijd (heen) | Vercauteren 15' | Videoverslag | 64' Beyens  | Constant Vanden Stockstadion, Anderlecht Toeschouwers: 27.000 Scheidsrechter: Jean-François Crucke |

| Anderlecht | Club Brugge |

| RSC Anderlecht: |  |                   |            |
|                 |  |                   |            |
| GK              |  | Jacky Munaron     |            |
| RB              |  | Georges Grün      |            |
| CB              |  | Morten Olsen      | Kreeg geel |
| CB              |  | Stéphane Demol    |            |
| LB              |  | Henrik Andersen   |            |
| RM              |  | Per Frimann       |            |
| DM              |  | René Vandereycken | Kreeg geel |
| AM              |  | Enzo Scifo        |            |
| LM              |  | Frank Vercauteren | 46'        |
| CF              |  | Arnór Guðjohnsen  |            |
| CF              |  | Erwin Vandenbergh |            |
| Wisselspelers:  |  |                   |            |
| DF              |  | Luka Peruzović    | 46'        |
| Coach:          |  |                   |            |
| Arie Haan       |  |                   |            |

| Club Brugge:   |  |                      |            |
|                |  |                      |            |
| GK             |  | Philippe Vande Walle |            |
| RB             |  | Tew Mamadou          | Kreeg geel |
| CB             |  | Hugo Broos           |            |
| CB             |  | Franky Van der Elst  |            |
| LB             |  | Gino Maes            | Kreeg geel |
| RM             |  | Luc Beyens           |            |
| DM             |  | René Verheyen        |            |
| AM             |  | Jan Ceulemans        |            |
| LM             |  | Alex Querter         | 88'        |
| CF             |  | Marc Degryse         | 77'        |
| CF             |  | Willy Wellens        |            |
| Wisselspelers: |  |                      |            |
| MF             |  | Stefan Vereycken     | 77'        |
| DF             |  | Pascal Plovie        | 88'        |
| Coach:         |  |                      |            |
| Henk Houwaart  |  |                      |            |

|                                  |                       |              |                            |                                                                                     |
| 6 mei 1986 Testwedstrijd (terug) | Club Brugge           | 2 – 2        | RSC Anderlecht             | Olympiastadion, Brugge Toeschouwers: 29.000 Scheidsrechter: Frans Van Den Wijngaert |
| 6 mei 1986 Testwedstrijd (terug) | Papin 14' Wellens 32' | Videoverslag | 63' Vandereycken 75' Demol | Olympiastadion, Brugge Toeschouwers: 29.000 Scheidsrechter: Frans Van Den Wijngaert |

| Club Brugge | Anderlecht |

| Club Brugge:   |    |                      |         |
|                |    |                      |         |
| GK             | 1  | Philippe Vande Walle |         |
| RB             | 12 | Luc Beyens           |         |
| CB             | 4  | Hugo Broos           |         |
| CB             | 3  | Franky Van der Elst  |         |
| LB             | 5  | Gino Maes            | 65' 77' |
| RM             | 11 | Leo Van Der Elst     |         |
| CM             | 6  | Jan Ceulemans        |         |
| CM             | 7  | René Verheyen        |         |
| LM             | 8  | Alex Querter         | 67'     |
| CF             | 9  | Jean-Pierre Papin    |         |
| CF             | 15 | Willy Wellens        |         |
| Wisselspelers: |    |                      |         |
| DF             | 2  | Tew Mamadou          | 67'     |
| FW             | 10 | Marc Degryse         | 77'     |
| Coach:         |    |                      |         |
| Henk Houwaart  |    |                      |         |

| RSC Anderlecht: |    |                   |         |
|                 |    |                   |         |
| GK              | 1  | Jacky Munaron     |         |
| RB              | 3  | Georges Grün      |         |
| CB              | 10 | Morten Olsen      |         |
| CB              | 2  | Luka Peruzović    |         |
| LB              | 5  | Henrik Andersen   | 53'     |
| RM              | 4  | Enzo Scifo        | 40'     |
| CM              | 8  | Stéphane Demol    |         |
| CM              | 7  | René Vandereycken | 50' 78' |
| LM              | 6  | Frank Vercauteren | 83'     |
| CF              | 11 | Arnór Guðjohnsen  |         |
| CF              | 9  | Erwin Vandenbergh |         |
| Wisselspelers:  |    |                   |         |
| MF              | 15 | Per Frimann       | 40'     |
| DF              | 14 | Walter De Greef   | 83'     |
| Coach:          |    |                   |         |
| Arie Haan       |    |                   |         |

## Afbeeldingen

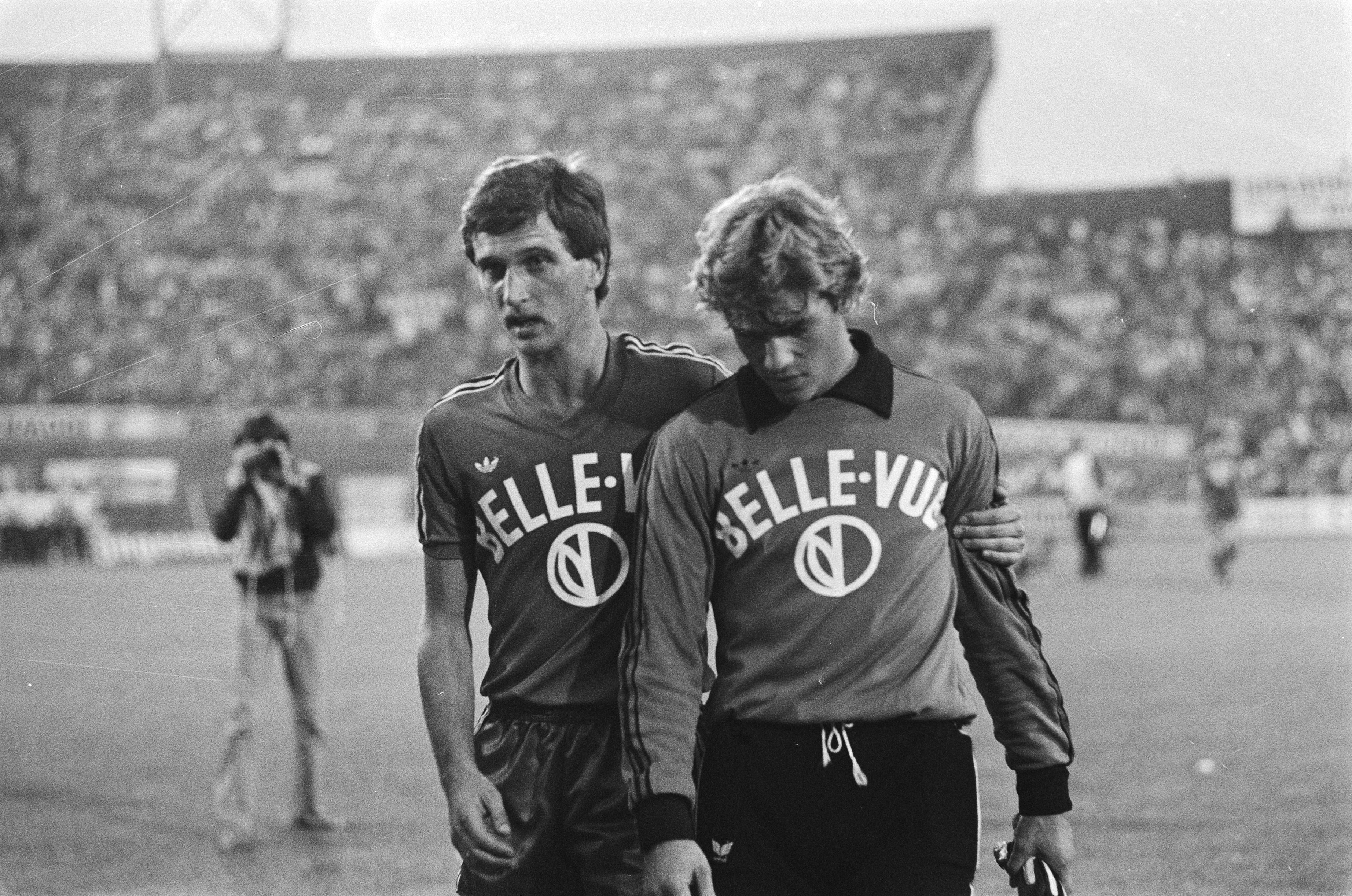
Jacky Munaron (doelman)
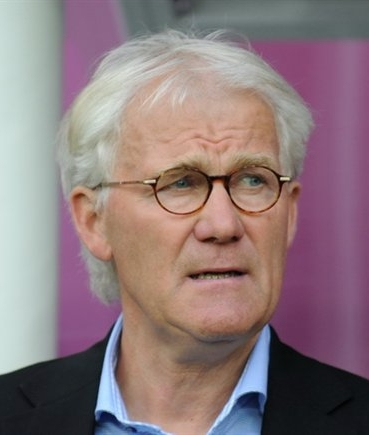
Morten Olsen (verdediger)